# Marion Rung
Marion Evi Rung (Helsinki, 7 dicembre 1945) è una cantante finlandese.
La sua carriera iniziò nel 1961.
I suoi più famosi successi sono "Tipi-tii", "El bimbo" ed "Eviva Espanja".
Negli anni settanta fu famosa anche in Germania.
Nel 2000 ha fatto parte del gruppo Leidit lavalla assieme Katri Helena, Paula Koivuniemi e Lea Laven.
È famosa per aver rappresentato il suo paese all'Eurovision Song Contest 1962 e 1973, in quest'ultima occasione piazzandosi al sesto posto, il miglior risultato mai ottenuto dalla Finlandia a questa manifestazione per più di trent'anni.
Ha vinto l'Intervision Song Contest nel 1980 con Where Is the Love.

## Discografia
- 1969 - "Marion On Onnellinen"
- 1972 - "Shalom"
- 1973 - "Tom Tom Tom "
- 1974 - "Lauluja Sinusta"
- 1975 - "El Bimbo"
- 1976 - "Baby Face"
- 1977 - "Marion 77"
- 1977 - "Rakkaus On Hellyyttä"
- 1978 - "Love Is..."
- 1978 - "Por Favor"
- 1979 - "Onni On Kun Rakastaa"
- 1980 - "Moni-ilmeinen Marion"
- 1982 - "Rakkaimmat Lauluni"
- 1983 - "Elän Kauttasi"
- 1984 - "Nainen"
- 1988 - "Marion 88"
- 1989 - "Marionkonsertti"
- 1994 - "Nuo Silmät"
- 1995 - "Hän Lähtee Tanssiin"
- 1997 - "Yön Tähdet"
- 2000 - "Sadetanssi"
- 2000 - "Leidit Levyllä"